# Dee Gordon
Devaris »Dee« Strange-Gordon, ameriški poklicni bejzbolist, * 22. april 1988, Windermere, Florida, ZDA. 
Gordon je poklicni bližnji zaustavljalec in trenutno član ekipe Miami Marlins. Njegova uradna teža je 68 kilogramov in je tako najlažji igralec v Glavni bejzbolski ligi.

## Ljubiteljska kariera
Kljub temu, da je njegov oče metal v MLB, se mladi Dee z bejzbolom ni začel resno ukvarjati vse do svojih srednješolskih let - predhodno se je ukvarjal s košarko. Obiskoval je srednjo šolo Avon Park High School (na katero je hodil tudi njegov oče) ter univerzi Seminole Community College in Southeastern University v osrednji Floridi. V četrtem krogu nabora lige MLB leta 2008 ga je izbrala ekipa Los Angeles Dodgers.

## Zasebno življenje
Gordonov oče je upokojeni poklicni bejzbolski igralec po imenu Tom Gordon. Ko je Devarisu bilo šest let, je njegovo mati, Devono Strange, umoril njen bivši fant. Gordon, ki je bil Devonina srednješolska simpatija, je Devarisa posvojil in ga vzgajal ob pomoči svoje matere. 21 let po tem, ko je njegov oče nastopil na Tekmi vseh zvezd lige Midwest League, je Deeju uspel enak podvig.